# Biskupi Tarbes i Lourdes
Biskupi Tarbes i Lourdes – rzymskokatoliccy biskupi ordynariusze diecezji Tarbes i Lourdes założonej w IV wieku jako diecezja Tarbes. 20 kwietnia 1912 diecezji zmieniono nazwę na obecną.

## Biskupi Tarbes
- Święty Giustino (Justyn) (?)
- Syagrius (ok. 394)
- Aper (ok. 506)
- Julianus (ok. 541)
- Amelius I (ok. 585 - ok. 589)
- Landeolus (?)
- San Fausto (?)
- Sarstonius (ok. 878)
- Amelius II (ok. 1000)
- Bernard I (ok. 1009)
- Richard (ok. 1036)
- Heraclius I (1056 - 1064)
- Ponce I (ok. 1073 - ok. 1080)
- Hugues (ok. 1080)
- Dodon (lub Odon, lub Eude) (1087 - 1095)
- Bernard II (Iserascus) (ok. 1096)
- Ponce II (ok. 1103)
- Heraclius II (?)
- Guillaume I (1120 - 1141)
- Bernard de Montesquiou (1141 - 1175)
- Arnaud-Guillaume d'Oson (1177 - 1179)
- Arnaud-Guillaume de Biran (przed 1200 - 1224)
- Amanevius de Gresinhac (1224 - 1226)
- Hugues de Pardaillan (1227 - luty 1244)
- Arnaud-Raymond de Coadrase (1250 - 1257)
- Arnaud de Miossans (1260 - 1267)
- Raymond-Arnaud de Coadrase (1268 - ok. 1306)
- Gérold Doucet (1308 - ok. lutego 1313)
- Guillaume II de Lantal (1316 - 4 grudnia 1337)
- Pierre-Raymond de Montbrun (1348 - 1353)
- Guillaume III (18 maja 1353 - 1361)
- Raymond I (1362- ok. 1363)
- Bernard IV (ok. 1363 - 1374)
- Gaillard de Coadrase (1374 - 1392)
- Renaud de Foix (ok. 1392)
- Adalbert (lub Bernard) (1399)
- Jean d'Armagnac (1400 - ok. 1406)
- Chrétien † (ok. 1406 - ok. 1408)
- Bernard du Peyron (1408 - 1416)
- Homobonus d'Armagnac (1422 - 1427)
- Raymond de Bernard (ok. 1428 - ok. 1431)
- Jean de Fortou (maj 1431 - ok. 1439)
- Roger de Foix (1441 - 1461)
- Roger II (ok. 1463)
- Pierre de Foix (11 lutego 1463 - 13 grudnia 1464 zmarł) (administrator apostolski)
- Arnaud-Raymond de Palatz (1467 - 1474)
- Ménald d'Aure (1478 - 1485)
- Ménald d'Aure (1494 - 1504) (po raz drugi)
- Thomas de Foix (ok. 1505 - ok. 1514 ?)
- Ménald de Martory (o de Montory o de Martres) (1514 - 1524)
- Gabriel de Gramont (19 lipca 1524 - 26 marca 1534 zmarł)
- Antoine de Castelnau (1534 - 1539)
- Louis de Castelnau (1540 - 1549)
- Gentianus de Bussy d'Amboise (1554 - 1575)
- Salvatus I d'Iharse (lub Salvat I de Diharse) (19 stycznia 1577 - ok. 1602)
- Salvatus II d'Iharse (lub Salvat II de Diharse) (24 czerwca 1602 - 1648)
- Claude Mallier (25 kwietnia 1648 - 1668)
- Marc Mallier (kwiecień 1668 - 3 maja 1675)
- Armand-Anne-Tristan de La Baume de Suze (1675 - ok. 1677) mianowany arcybiskupem Auch
- François de Poudenx (1677 - 24 czerwca 1716)
- Anne-François-Guillaume du Cambout-Beçay (19 listopada 1719 - lipiec 1729)
- Charles-Antoine de la Roche-Aymon (27 grudnia 1729 - 10 stycznia 1740) mianowany arcybiskupem Tuluzy
- Pierre de Beaupoil de Saint-Aulaire (5 marca 1741 - 1 stycznia 1751)
- Pierre de La Romagère de Ronssecy (29 sierpnia 1751 - 18 lutego 1769)
- Michel-François de Couët du Vivier de Lorry (18 czerwca 1769 - 4 sierpnia 1782) mianowany biskupem Angers
- François Gain de Montagnac (20 października 1782 - 6 października 1801 diecezja zlikwidowana)
  - w latach 1801 - 1822 diecezja nie istniała
- Antoine-Xavier de Neirac (8 sierpnia 1817 - 28 stycznia 1833)[1]
- Pierre-Michel-Marie Double (26 maja 1833 - 1 kwietnia 1844)
- Bertrand-Sévère Mascarou-Laurence (31 grudnia 1844 - 30 stycznia 1870)[2]
- Pierre-Anastase Pichenot (3 marca 1870 - 18 czerwca 1873) mianowany biskupem Chambéry
- Benoît-Marie Langénieux (19 czerwca 1873 - 11 listopada 1874) mianowany arcybiskupem Reims
- César-Victor-Ange-Jean-Baptiste Jourdan (1 grudnia 1874 - 16 lipca 1882)
- Prosper-Marie Billère (20 września 1882 - 27 sierpnia 1899)
- François-Xavier Schoepfer (7 grudnia 1899 - 20 kwietnia 1912) zmiana tytułu

## Biskupi Tarbes i Lourdes
- François-Xavier Schoepfer (20 kwietnia 1912 - 24 sierpnia 1927)
- Alexandre-Philibert Poirier (24 sierpnia 1927 - 25 sierpnia 1928)
- Pierre-Marie Gerlier (14 maja 1929 - 30 lipca 1937) mianowany arcybiskupem Lyonu, prymasem Francji
- Georges-Eugène-Emile Choquet (11 lutego 1938 - 20 kwietnia 1946)
- Pierre-Marie Théas (17 lutego 1947 - 12 lutego 1970 przeszedł w stan spoczynku)
- Henri Clément Victor Donze (12 lutego 1970 - 25 marca 1988 przeszedł w stan spoczynku)
- Jean Yves Marie Sahuquet (25 marca 1988 - 16 stycznia 1998 przeszedł w stan spoczynku)
- Jacques Jean Joseph Jules Perrier (16 stycznia 1998 - 11 lutego 2012)
- Nicolas Brouwet (11 lutego 2012 - 10 sierpnia 2021)
- Jean-Marc Micas (od 29 maja 2022)